# Adjutum
Adjutum (z lat. adiuvare), pomocné, tj. přídavek výpomocný čili plat, který dostávali úředníci mimořádně buď ke služnému, nebo že řádného služného ještě neměli, např. praktikanti politických úřadů, soudní auskultanti a jiní.